# Bildtafel der Verkehrszeichen in Griechenland
Die Bildtafel der Verkehrszeichen in Griechenland zeigt eine Auswahl der in Griechenland gültigen Verkehrszeichen.

## Gefahrenzeichen

Kurve (links)
Kurve (rechts)
Doppelkurve (zunächst links)
Doppelkurve (zunächst rechts)
Gefälle abwärts in %
Gefälle aufwärts in %
Verengte Fahrbahn
Einseitig verengte Fahrbahn (linke)
Einseitig verengte Fahrbahn (rechts)
Bewegliche Brücke
Ufer
Unebene Fahrbahn
Bremsschwelle
Unebene Fahrbahn
Rutschige Straße
Loser Splitt
Steinschlag von rechts
Steinschlag von links
Fußgängerübergang
Kinder
Radfahrer
Tiere
Tiere
Straßenbauarbeiten
Ampel
Flughafen
Seitenwinde
Seitenwinde
Verkehr in beide Richtungen
Sonstige Gefahren
Kreuzung mit Vorfahrt nach rechts
Kreuzung mit Vorfahrt
Kreuzung mit einer Seitenstraße von links
Kreuzung mit einer Seitenstraße von rechts
Vorfahrt (Einbahnige Einfahrt links)
Vorfahrt (Einbahnige Einfahrt rechts)
Kreisverkehr
Bahnübergang mit Schranken
Bahnübergang ohne Schranken
Abstand zum Bahnübergang am weitesten
Abstand zum Bahnübergang mittig
Abstand zum Bahnübergang am nächsten
Eingleisiger Bahnübergang
Mehrgleisiger Bahnübergang
Gefährliche Seitenstreifen links
Gefährliche Seitenstreifen rechts
Stau wahrscheinlich
Tunnel
Straßenbahn
Nebel[1]
Nebel
Paralleler Fußgänger- und Radfahrerüberweg[2]
Gemeinsamer Fußgänger- und Radfahrerüberweg[3]
Gefälle in % für Radfahrer
Steigung in % für Radfahrer

## Prioritätszeichen

Vorfahrt gewähren
Halt, Vorfahrt gewähren
Vorfahrtsstraße
Ende der Vorfahrtsstraße
Vorrang für den Gegenverkehr
Vorrang vor dem Gegenverkehr

## Verbotszeichen

Einfahrt verboten
Für alle Fahrzeuge gesperrt
Keine Einfahrt für Autos
Keine Einfahrt für Motorräder
Keine Einfahrt für Fahrräder
Keine Einfahrt für Mopeds
Keine Einfahrt für Lastwagen
Keine Einfahrt für Anhänger
Keine Einfahrt für Anhänger über Tonnen angezeigt
Kein Zutritt für Fußgänger
Keine Einfahrt für von Tieren gezogene Fahrzeuge
Keine Einfahrt für Handkarren
Keine Einfahrt für Traktoren
Keine Einfahrt für Kraftfahrzeuge
Keine Einfahrt für Kraftfahrzeuge und von Tieren gezogene Fahrzeuge
Breitenbegrenzung
Höhenbegrenzung
Gewichtsgrenze
Achslastgrenze
Längenbegrenzung
Mindestabstand
Linksabbiegen verboten
Rechtsabbiegen verboten
Wenden verboten
Überholverbot
Überholverbot für LKW
Höchstgeschwindigkeit (10 km/h)
Höchstgeschwindigkeit (20 km/h)
Höchstgeschwindigkeit (30 km/h)
Höchstgeschwindigkeit (40 km/h)
Höchstgeschwindigkeit (50 km/h)
Höchstgeschwindigkeit (60 km/h)
Höchstgeschwindigkeit (70 km/h)
Höchstgeschwindigkeit (80 km/h)
Höchstgeschwindigkeit (90 km/h)
Höchstgeschwindigkeit (100 km/h)
Höchstgeschwindigkeit (110 km/h)
Höchstgeschwindigkeit (120 km/h)
Höchstgeschwindigkeit (130 km/h)
Hupen verboten
Zollkontrolle
Mautstraße
Ende sämtlicher Streckenverbote
Ende der Höchstgeschwindigkeit (60 km/h)
Vorgeschriebene Höchstgeschwindigkeitszone
Ende der vorgeschriebenen Höchstgeschwindigkeitszone
Ende des Überholverbotes
Ende des Überholverbots für Fahrzeuge über 3,5 Tonnen
Parkverbot
Halteverbot
Parken verboten an ungeraden Monaten
Parken verboten an geraden Monaten
Parkverbotszone
Ende der Parkverbotszone
Einfahrtverbot für Kraftfahrzeuge mit explosiven oder entflammbaren Gütern
Einfahrtverbot für Kraftfahrzeuge mit Gütern, die Wasser verschmutzen könnten
Einfahrtverbot für Kraftfahrzeuge mit gefährlichen Gütern

## Vorschriftszeichen

Vorgeschriebene Fahrtrichtung – links
Vorgeschriebene Fahrtrichtung – rechts
Vorgeschriebene Fahrtrichtung – geradeaus
Vorgeschriebene Fahrtrichtung – links und rechts
Vorgeschriebene Fahrtrichtung – geradeaus links
Vorgeschriebene Fahrtrichtung – geradeaus rechts
Vorgeschriebene Fahrtrichtung – links und geradeaus
Vorgeschriebene Fahrtrichtung – rechts und geradeaus
Vorgeschriebene Vorbeifahrt – links oder rechts vorbei
Vorgeschriebene Vorbeifahrt – links vorbei
Vorgeschriebene Vorbeifahrt – rechts vorbei
Kreisverkehr
Radweg
Fußgängerweg
Reitweg
Vorgeschriebene Mindestgeschwindigkeit
Ende der vorgeschriebenen Mindestgeschwindigkeit
Schneeketten vorgeschrieben

## Hinweiszeichen

Getrennter Fuß- und Radweg
Getrennter Fuß- und Radweg
Gemeinsamer Weg von Fußgängern und Fahrrädern
Gemeinsamer Weg von Fahrrädern und Fahrzeugen
Exklusive Überfahrt mit Bus oder Oberleitungsbus
Exklusiver Durchgang von Bussen, Oberleitungsbussen und Fahrrädern
Ende der exklusiven Bus- oder Oberleitungsbuskreuzung
Ende der ausschließlichen Durchfahrt von Bussen, Oberleitungsbussen und Fahrrädern
Kontrolliertes Parken
Parken einer bestimmten Fahrzeugkategorie
Parken ausschließlich für Fahrzeuge von Menschen mit Behinderungen
Parken ausschließlich für Fahrzeuge von Menschen mit Behinderungen mit einer speziellen Lizenz
Fahrzeuge mit gefährlichen Gütern sollten links abbiegen
Fahrzeuge mit gefährlichen Gütern sollten rechts abbiegen
Fahrzeuge mit gefährlichen Gütern sollten links abbiegen
Fahrzeuge mit gefährlichen Gütern sollten rechts abbiegen
Vorsicht bei Fahrzeugen, die Güter befördern, die Wasser verschmutzen könnten
Exklusive Straßenbahnkreuzung
Ende der exklusiven Straßenbahnkreuzung
Anfahrt auf einer Schnellstraße
Anfahrt auf einer Schnellstraße
Haupt- oder Nebenstraßenrichtung
Richtung Stadtgebiet
Richtung Touristenattraktion
Sackgasse rechts
Sackgasse links
Alternative Richtung
Mehrspuriges Fahrspurwarnzeichen an einer Kreuzung
Haupt- oder Nebenstraßenrichtung
Haupt- oder Nebenstraßenrichtung
Haupt- oder Nebenstraßenrichtung
Richtung Touristenattraktion
Haupt- oder Nebenstraßenrichtung
Richtung Flughafen
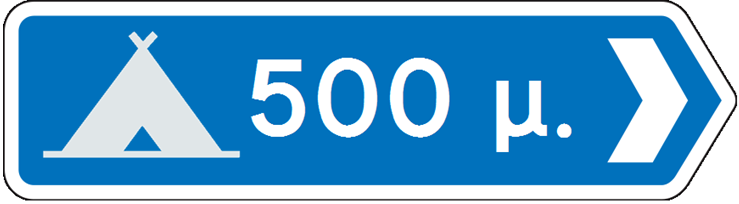
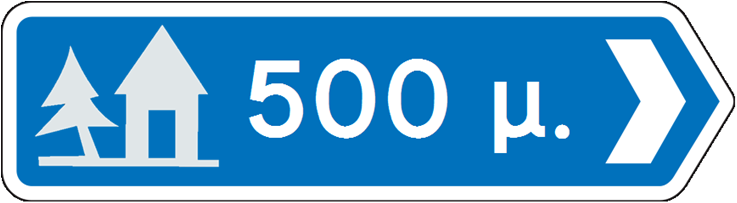
Nationalstraßennummer
Nationalstraßennummer
Autobahnnummer
Straßenkilometer
Straßenkilometer
Beginn Wohngebiet
Ende des Wohngebiets
Toponymie
Fußgängerüberweg
Radfahrerüberquerung
Paralleler Fußgänger- und Radfahrerüberweg
Fußgänger- und Radfahrerüberweg
Krankenhaus
Einbahnstraße
Einbahnstraße (rechts)
Einbahnstraße (links)
Sackgasse
Schnellstraße
Ende der Schnellstraße
Autobahn
Ende der Autobahn
Bus- oder Oberleitungsbushaltestelle
Bahnhof
Informationen über den Straßenzustand der Pässe
Schneeketten oder Winterreifen werden empfohlen
Parkplatz
Parkplatz
Ende des Parkplatzes
Richtung zum Anzeigen des Parkplatzes
Fahrradabstellplatz
Erste Hilfe
Reparaturen
Telefon
Tankstelle
Hotel oder Motel
Restaurant
Kaffeehaus
Picknickplatz
Wanderweg
Campingplatz
Wohnwagenstellplatz
Camping- und Wohnwagenplatz
Jugendherberge
Informationen
Baden
Toilette
Radiosender für Straßen- und Verkehrsinformationen
Tunnel
Flughafen
Hubschrauber
Seilbahn
Seehafen
Touristenhafen
Hafen für Tragflügelboote
Seehafen für Fähren
Polizei
Stadtgebiet
Ende des Stadtgebiets
Behinderte
Fußgängerüberführung
Fußgängerüberführung
Fußgängerrampe
Vorgeschlagene Geschwindigkeitsbegrenzung
Allgemeine Geschwindigkeitsbegrenzungen
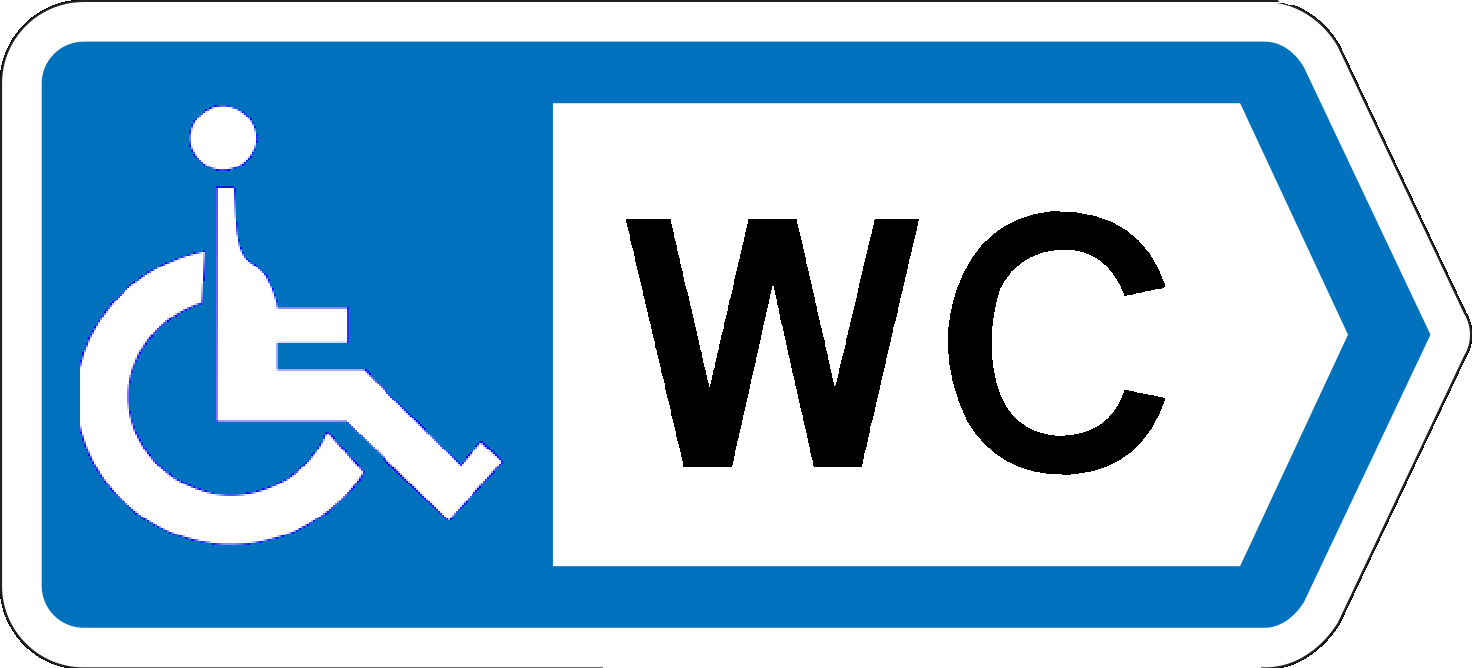
Toilette für Menschen mit Behinderungen
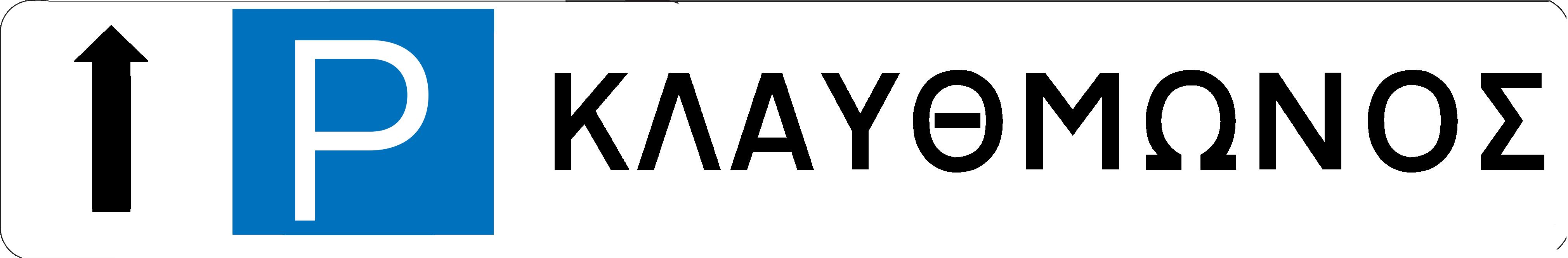
Hindernismarker (links)
Hindernismarker (rechts)
Scharfe Kurve (links)
Scharfe Kurve (rechts)
Barrierenmarker
Barrierenmarker
Hindernismarker (rechts halten)
Hindernismarker (links halten)
Kreuz entweder links oder rechts
Autobahnkreuz
Ausgang
Entfernungsmarkierung vor einer Ausfahrt (300 m)
Entfernungsmarkierung vor einer Ausfahrt (200 m)
Entfernungsmarkierung vor einer Ausfahrt (100 m)
Fahrzeuge, die mehr als eine bestimmte Menge an Sprengstoffen oder brennbaren Stoffen transportieren, sollen die Ausfahrt benutzen
Verkehrsberuhigungszone
Π-92α Ende der Verkehrsberuhigungszone
Fußgängerübergangspatrouille
Halten und Parken ist verboten, das Fahrzeug des Halters wird abgeschleppt
Halten und Parken ist verboten, das Fahrzeug des Halters wird abgeschleppt
Straßenbahn auf der Straße
Feuerlöscher
Nothaltestelle
Nothaltestelle

## Zusatzzeichen

Entfernung
Länge einer Gefahr
Beginn eines Abschnittes
Innerhalb eines Abschnittes
Ende eines Abschnittes
Nur Rollstuhlfahrer
Keine Rollstuhlfahrer
Gefahr von Schnee/Eis
Regen
Von Tieren gezogenes Fahrzeug
Karre
Fahrrad
Moped
Motorrad
Auto
Auto mit Anhänger
Traktor
Bus
Lastwagen
Sattelzugmaschine
Sattelzugmaschine mit Anhänger
Lastwagen mit Anhänger
Fahrzeug mit Sprengstoff oder brennbaren Gütern
Straßenbahn
Kein Bus
Taxi
Kein Taxi